# Västmanlands sjukhus Västerås
Västmanlands sjukhus Västerås i Västerås är ett av fyra sjukhus inom Region Västmanland, de övriga är Västmanlands sjukhus Köping i Köping, Västmanlands sjukhus Sala i Sala och Västmanlands sjukhus Fagersta i Fagersta (tidigare privatägt, tidigare kallat Bergslagssjukhuset)  Västmanlands sjukhus Västerås, tidigare Centrallasarettet i Västerås, fungerar som länssjukhus i Västmanlands län och invigdes 1968.

## Historik
År 1766 fick Västerås ett lasarett och det var länge det enda i Västmanland. Lasarettet var placerat vid den norra stranden av den dåvarande Munkholmen i centrala Västerås. På platsen hade sjukvård bedrivits sedan 1345. Mellan 1345 och 1533 var här Västerås helgeandshus placerat och därefter Västerås hospital 1533 till 1837, delvis parallellt med lasarettet.
1865 invigdes ett nytt lasarett i Stallhagen i Västerås. Westerås sjukhus ritades av Per Ulrik Stenhammar. Lasarettsverksamheten flyttades 1 februari 1928 till det då nybyggda lasarettet, 1928 års lasarett.  Byggnaden utnyttjades därefter till sjukhem. År 1980 omvandlades huvudbyggnaden till sessionssal för landstinget och användes som samlingssal för landstingsfullmäktige. Byggnaden byggdes om för bostadsändamål, kallas Slottsvillan och innehåller tio lägenheter. Inflyttning gjordes 2016.
Västerås femte lasarett, 1928 års lasarett, var beläget i nuvarande lasarettsområde. Det färdiga lasarettet bestod av en kirurgisk klinik med plats för 121 patienter, en medicinsk klinik med plats för 84 patienter samt en BB-avdelning med 24 vårdplatser och en paviljong för reumatiskt sjuka med 56 vårdplatser. Totalt 285 vårdplatser. För ritningarna svarade Ernst Stenhammar. 